# Seleukos 4. af Seleukideriget
Seleukos 4. Filopator (efter 220 f.Kr. – 175 f.Kr.) var konge af Seleukideriget 187 f.Kr. til 175 f.Kr.

## Ungdom
Seleukos 4. var søn af kong Antiochos 3. den Store og dronning Laodike 3.. I faderens regeringstid var Seleukos' ældre broder Antiochos arving i en årrække. Seleukos blev i 196 f.Kr. guvernør over Thrakien, der var en af Seleukiderigets seneste udvidelser. I 193 f.Kr. døde den ældre broder, og Seleukos blev arving til Seleukideriget. Ved udbruddet af den Syriske Krig 192 f.Kr. (til 188 f.Kr.) støttede Seleukos faderen og belejrede Pergamon, Roms hovedallierede i Lilleasien. Det lykkedes ham at tage den romerske hærfører Lucius Cornelius Scipio til fange, og han deltog i slaget ved Magnesia i 190 f.Kr., der endte med et ydmygende nederlag til romerne.
Antiochos den Store gjorde i 189 f.Kr. Seleukos til medkonge, året efter var faderen tvunget til at indgå en fredsaftale med romerne, den såkaldte Apamea-fred. Ved den måtte seleukiderne opgive alt land nord for Taurus-bjergene samt lægge kraftige restriktioner på deres flåde og antal af krigselefanter. Desuden skulle seleukiderne stille gidsler i Rom som Seleukos' yngre broder Antiochos og betale en større krigsskadeerstatning.

## Konge
I 187 f.Kr. døde faderen, og Seleukos fulgte ham som konge af Seleukideriget. Apamea-fredens betingelser gjorde det svært for Seleukos at herske. Seleukideriget strakte sig over Syrien, Judæa, Kilikien, Mesopotamien, Babylonien, Medien, Susa og Elam. Som sådan var hans udenrigspolitik ikke speciel aktiv, og han brugte meget af sin tid på at rejse penge til betaling af krigsskadeerstatningen.
I 178 f.Kr. bortgiftede Seleukos 4. datteren Laodike 5. til kong Perseus af Makedonien for at styrke Seleukiderigets kollapsede alliancenetværk. Kong Eumenes 2. af Pergamon følte det som en trussel for sit kongeriges sikkerhed og som en antiromersk handling. For at stille Eumenes 2. og romerne tilfreds måtte Seleukos 4. sende sin søn Demetrios til Rom som gidsel. Samtidig frigaves broderen Antiochos.
Seleukos 4. blev myrdet d. 3. september 175 f.Kr. af sin førsteminister Heliodoros der var vendt tilbage fra Jerusalem for skaffe kongen penge ved at stjæle dem fra templet. Seleukos blev fulgt af broderen Antiochos 4. Epifanes.
Seleukos' tilnavn, Filometor, betyder fadereelskeren og henviser til hans loyalitet mod faderen Antiochos den Store.

## Ægteskaber og børn
Seleukos 4. var gift med søsteren Laodike 4. De fik to sønner og en datter:
- Antiochos (? – 170 f.Kr.)
- Demetrios 1. Soter (ca. 187 f.Kr. – 150 f.Kr.)
- Laodike 5. (? – ca. 150 f.Kr.). Gift med kong Perseus af Makedonien og broderen Demetrios 1. Soter.